# Попутного ветра, «Синяя птица»
«Попу́тного ве́тра, „Си́няя пти́ца“!» — советско-югославский детский приключенческий художественный фильм, поставленный в 1967 году режиссёром Михаилом Ершовым по одноимённой повести Бориса Косиера. Совместное производство киностудии «Ленфильм» (СССР) и киностудии «Авала-фильм» (СФРЮ).
Премьера фильма состоялась 7 декабря 1967 года в Белграде и 30 декабря 1967 года в Москве.

## Сюжет
На шхуне «Синяя птица» совершают рейс по Адриатике школьники, победители анкеты-конкурса «За мир и взаимопонимание». Пользуясь тем, что корабль при заходе в порты освобождён от таможенного досмотра, международная банда организовала доставку партии наркотиков. Курьерами выступили миссис Рипс, наблюдатель от Общества покровительства животным, и её спутник — цирковой артист Лоримур.
Радиолюбителю из США, школьнику Ральфу и его югославскому другу Милану кажется очень странным поведение мосье Вилара, детского врача, прикомандированного к экспедиции. Ребята устраивают за ним слежку, пока не выясняется, что доктор — агент Интерпола, а настоящий преступник — Лоримур. После отказа миссис Рипс обедать за одним столом с мальчиком из Сенегала, её, по решению общего собрания, высадили в ближайшем порту. Оставшийся в одиночестве напарник был вынужден затребовать по рации помощь гангстеров.
Во время выступления на импровизированном концерте ребята обыскали каюту артиста и обнаружили наркотики, спрятанные в тюбиках из-под красок. Лоримур на корабельной шлюпке добрался до острова, но был схвачен пустившимися за ним в погоню Ральфом и Миланом. Подоспевшие капитан с матросами и мосье Виларом арестовали беглеца, а позже и явившегося за грузом бандита.

## В ролях
- Блаженка Каталинич — миссис Рипс
- Радмила Караклаич — Джина Савич

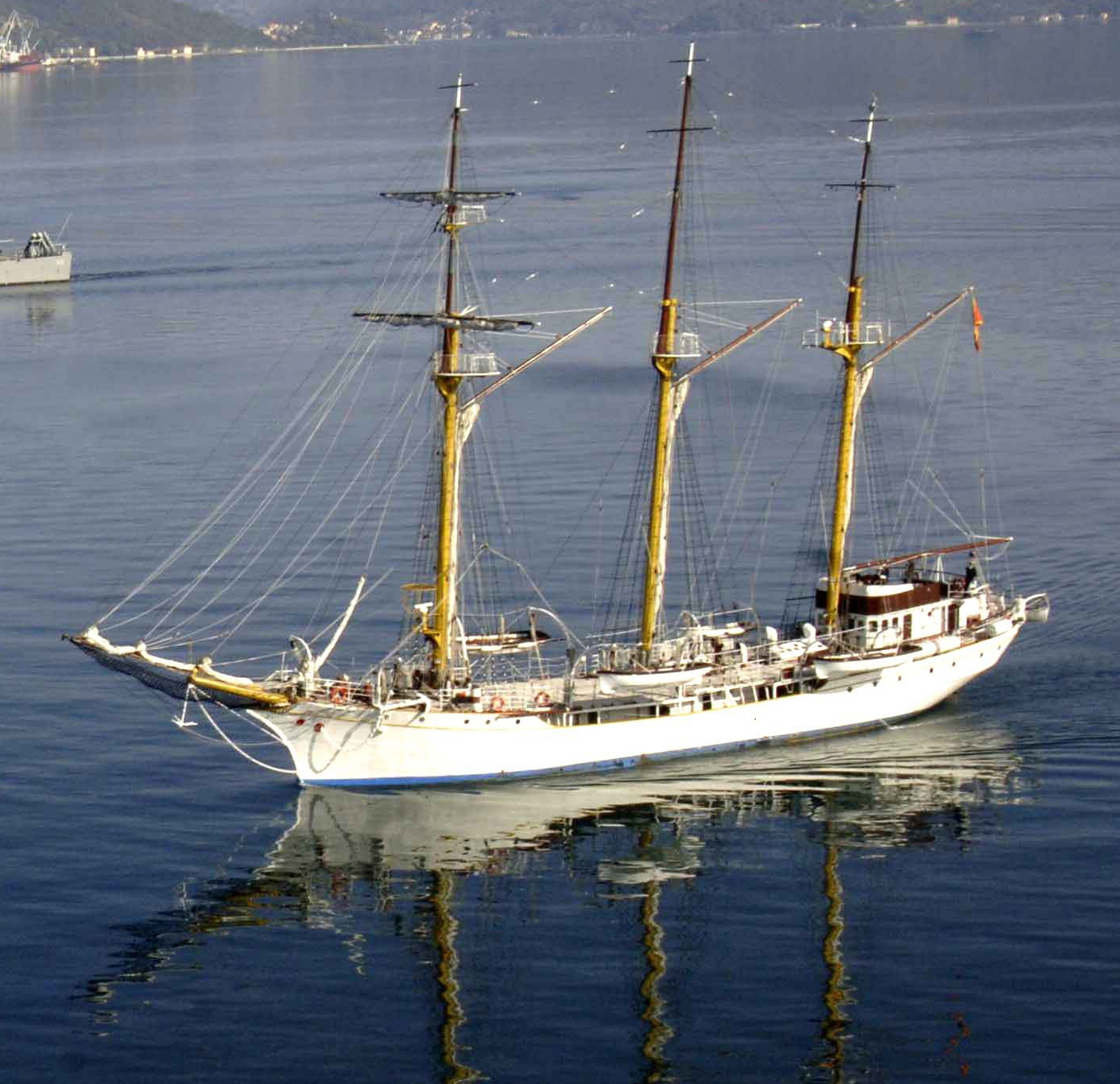
Учебный корабль «Ядран»

- Виталий Доронин — капитан шхуны «Синяя птица»
- Борис Амарантов — Лоримур (роль озвучил Александр Демьяненко)
- Александр Ешич — месье Вилар
- Милан Пузич — поручик
- Деметр Битенц — корреспондент (роль озвучил Олег Басилашвили)
- Миленко Йованович — Милан Петрович из Югославии
- Евгения Ветлова — Таня Ивлева из СССР
- Александр Гаврилов — Ральф Барни из США
- Валерий Комлев — Алек из Великобритании
- Владимир Пак — Киото из Японии
- Лариса Тараненко — Улла Нильсон из Швеции
- Азер Курбанов — Пабло Гонзалес из Бразилии
- Роберт Зотов — Томас из Сенегала
- Светлана Вишнякова — Тампико из Японии
- Ирина Широкова — Махраба из Индии
- Б. Станич, В. Кайганич, Дмитрий Павлов, О. Узелац, А. Томашевич, М. Тапавица, Е. Йовичич, М. Колубаева
- Владимир Карпенко — радист (в титрах не указан)
- Алексей Смирнов — боцман за столиком в приморском кабачке (в титрах не указан)
- Галина Фигловская — посетительница портового кабачка (в титрах не указана)

## Съёмочная группа
- Авторы сценария — Станислава Борисавлевич, Фёдор Шкубоня, Юрий Принцев
- Режиссёр-постановщик — Михаил Ершов
- Главный оператор — Милорад Маркович
- Художники-постановщики — Виктор Волин, Властимир Гаврик
- Композитор — Андрей Петров, Боян Адамич
- Текст песен — Льва Куклина
- Звукооператор — Владимир Яковлев
- Операторы — В. Комаров, Р. Лужанин
- Режиссёры — Леонид Макарычев, Александр Ешич
- Монтажёр — Александра Боровская
- Ассистенты:
  - режиссёра — А. Бурмистрова, Б. Кузнецова
  - оператора — Г. Нестеренко, В. Величкович, Л. Йоканович
- Художник-декоратор — Виктор Слоневский
- Художники-гримёры — Людмила Елисеева, М. Йованович
- Художники по костюмам — Андрей Вагин, З. Стоянович
- Комбинированные съёмки:
  - Оператор — А. Зазулин
- Художник — В. Лукьянов
- Ленинградский государственный концертный оркестр
  - Дирижёр — Анатолий Бадхен
- Директора картины — И. Шорохов, М. Тодич
- В съёмках принимал участие экипаж учебного парусного корабля «Ядран» Военно-морских сил Югославии (ныне Черногории), сам корабль на это время стал шхуной «Синяя птица».

## Музыкальная дорожка
В фильме звучат песни композитора Андрея Петрова на слова поэта Льва Куклина: «Песня о первой любви» («Чайки за кормой верны кораблю…») и «Песня о Кастрэно» («Много песен знает море моё…») в исполнении Радмилы Караклаич.